# Idioma pyu (Birmania)
El idioma pyu (pyu,en birmano: ပျူ ဘာသာ, [pjù bàðà]; también llamado idioma tircul) es una lengua muerta de la familia sinotibetana hablado en el centro de la actual Birmania hasta el siglo XIII.
Esta lengua fue la lingua franca usada en las ciudades-estado pyu, que floreció entre el siglo II d. C. y el siglo IX d. C. Su uso decayó a partir del siglo IX cuando los pueblos bamar del reino de Nanzhao empezaron a tomar control de las ciudades pyu independientes. La lengua siguió en uso, por el tiempo de la confección de las inscripciones reales del reino de Pagan aunque tal vez no era ya la lengua coloquial, hacia el siglo XII su uso como lengua escrita todavía estaba presente. Parece que habría dejado de usarse definitivamente en el siglo XIII cuando fue substituida por el idioma birmano, la lengua principal del reino de Pagan, en la alta Birmania, región que previamente había sido ocupada por la civilización pyu.
La escritura pyu era un tipo de escritura bráhmica. Actualmente se piensa que este tipo de escritura es el origen de la escritura mon moderna usada para escribir tanto el idioma mon como el birmano.

## Clasificación

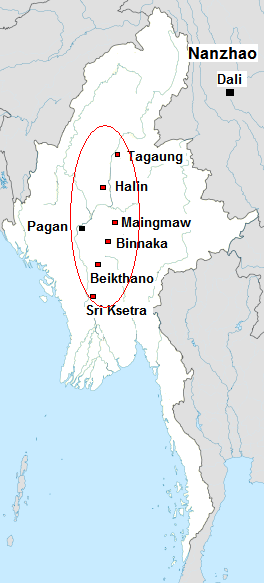
Las ciudades pyu hacia el ; el reino de Pagan se muestra solo por comparación, ya que no fue contemporáneo de las ciudades pyu.

El idioma pyu era una lengua sino-tibetana relacionada con el antiguo birmano, aunque el grado de proximidad se debate todavía. Algunos autores, como Matisoff, la clasificaron tentativamente dentro del subgrupo de las lenguas lolo-búrmicas, mientras que otros autores como Bradley consideran que es más bien una lengua luica (sak) del grupo de lenguas kachin-lui. Van Driem por su parte considera que es más adecuado tratar esta lengua como una rama independiente de las lenguas sino-tibetanas pendiente de otras evidencia que permitan clasificarla adecuadamente.

## Uso
Las lengua fue la lingua franca de uso común en las ciudades-estado independientes de los pyu. Aunque parece que aún durante el período pyu el idioma pyu se usó junto con el sánscrito e incluso el pali en la corte de varias ciudades pyu. Los registros históricos chinos hablan de que 35 músicos acompañaron a la embajada pyu a la corte de los Tang en 800-802 y estos interpretaron canciones en lengua fan (sánscrito).

## Vocabulario
Los numerales y otras palabras en pyu son:
| GLOSA             | Pyu (Luce 1985)[6] | Pyu (Miyake 2016)[7] |
| ----------------- | ------------------ | -------------------- |
| 1                 | tå                 | ta(k·)ṁ              |
| 2                 | hni°               | kni                  |
| 3                 | ho:, hau:          | hoḥ                  |
| 4                 | pḷå                | plaṁ                 |
| 5                 | pi°ŋa              | (piṁ/miṁ) ṅa         |
| 6                 | tru                | tru(k·?)             |
| 7                 | kni                | hni(t·?)ṁ            |
| 8                 | hrå                | hra(t·)ṁ             |
| 9                 | tko                | tko                  |
| 10                | sū, sau            | su                   |
| 20                | tpū                |                      |
| hueso             | ru                 |                      |
| agua              | tdu̱-               |                      |
| oro               | tha                |                      |
| día               | phru̱               |                      |
| mes               | de [ḷe ?]          |                      |
| año               | sni:               |                      |
| aldea             | o                  |                      |
| bien              | ha                 |                      |
| doler, enfermo    | hni°:              |                      |
| proximidad        | mtu                |                      |
| nombre            | mi                 |                      |
| yo                | ga°:               |                      |
| mi                | gi                 |                      |
| esposa            | maya:              |                      |
| concubina, esposa | [u] vo̱:            |                      |
| hijo              | sa:                |                      |
| nieto             | pli, pli°          |                      |